# Citlalli (nombre)
Citlalli es un nombre personal femenino de origen náhuatl cuyo significado es "estrella". También se suele escribir como Citlalí o Citlalin. Su forma reverencial es Citlaltzin. 

Con respecto a su pronunciación, el Diccionario del náhuatl en el español de México aclara lo siguiente:

Recordamos al lector que en náhuatl, a diferencia del castellano, la grafía "ll" no se pronuncia como "y", sino como "l" alargada o doblemente articulada (es decir, suspendiendo un instante la primera "l" y luego articulando la segunda).

La palabra citlalli es empleada como raíz del nombre Citlaltépetl (del náhuatl citlalli, estrella, y tepetl, cerro o montaña), con el cual también es conocido el volcán Pico de Orizaba. Asimismo, los mexicas llamaban Citlaltépetl al actual Cerro de la Estrella que se encuentra en la delegación Iztapalapa de la Ciudad de México, en donde cada 52 años celebraban la ceremonia del Fuego Nuevo. 

Actualmente se le conoce como la guerrera del Fuego Nuevo.

## Personajes célebres
- Citlali, personaje principal de la ópera homónima, cuyo autor es el músico José Francisco Vásquez Cano.
- Citlali Ibáñez Camacho, empresaria y política mexicana.
- Citlalli Godoy, locutora mexicana de doblaje.
- Citlalli Navarro, actriz mexicana.
- Citlalli Arreguín, artista plástica mexicana.
- Citlalli Orihuela, artista plástica mexicana.
- Citlali Zárate Tirado, poeta, escritora, historiadora, abogada, músico, maestra mexicana.
- Citlali Castillo, personaje de la serie mexicana Vivan los niños interpretada por la actriz de televisión Valentina Cuenca

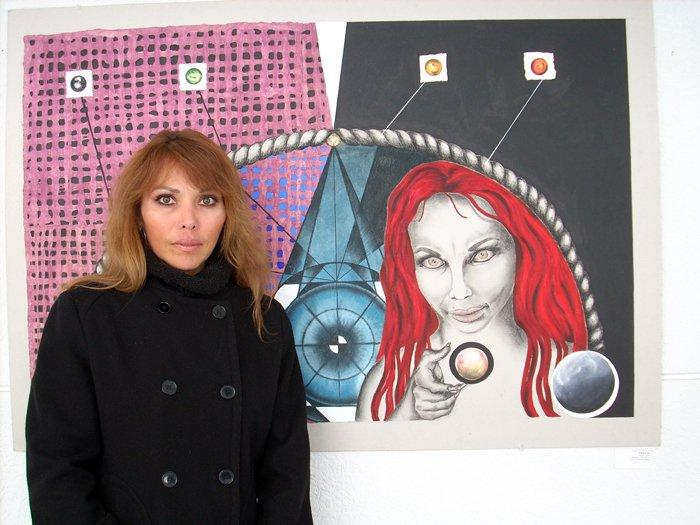
Citlalli Arreguín